# Lemuria (album)
Lemuria – wydany w 2004 r. studyjny album szwedzkiego zespołu Therion. Nazwa Lemuria nawiązuje do legendarnego lądu Lemurii leżącego gdzieś na dnie oceanów. Album ten został wydany równolegle wraz z albumem Sirius B. Ilustrację do okładki wykonał Thomas Ewerhard.

## Lista utworów
1. „Typhon” – 4:36
2. „Uthark Runa” – 4:41
3. „Three Ships of Berik part 1: Calling to Arms and Fighting the Battle” – 3:19
4. „Three Ships of Berik part 2: Victory!” – 0:44
5. „Lemuria” – 4:15
6. „Quetzalcoatl” – 3:47
7. „The Dreams of Swedenborg” – 4:58
8. „An Arrow from the Sun” – 5:54
9. „Abraxas” – 5:21
10. „Feuer Overtūre / Prometheus Entfesselt” – 4:39

## Twórcy albumu
- Christofer Johnsson – wokal prowadzący („Typhon”, „Three Ships of Berik part 1: Calling to Arms and Fighting the Battle”), elektryczna gitara rytmiczna, instrumenty klawiszowe („An Arrow from the Sun”, „Feuer Overtūre / Prometheus Entfesselt”), klasyczne i chóralne aranżacje
- Kristian Niemann – elektryczna gitara rytmiczna, gitara akustyczna
- Johan Niemann – elektryczna gitara basowa

Ponadto:
- Steen Rasmussen – mellotron („Lemuria”), organy Hammonda
- Jens Nyborg – bałałajka, domra
- Sven Lindblad – bałałajka
- Kavi Björkqvist – bałałajka
- Mats Levén – wokal prowadzący („Uthark Runa”), wokal rock n’ rollowy („Abraxas”)
- Piotr Wawrzeniuk – wokal prowadzący („Lemuria”, „The Dreams of Swedenborg”, „Feuer Overtūre / Prometheus Entfesselt”)
- Peter Mossman – narracja („Lemuria”)

- Orkiestra: Praska Orkiestra Filharmoniczna (dyrygentura: Adam Klemens, Mario Klemens)
- Chór: Kūhn Mixed Choir (dyrygentura: Mario Klemens).